# Store Mariendal
Store Mariendal var et landsted på Strandvejen 135 på Østerbro i København, ganske tæt på kommunegrænsen til Gentofte.
Det blev drevet som hotel og underholdningssted i 1900'erne og 1910'erne og fungerede som residens for Prins Viggo fra 1931 til 1970. Bygningen blev revet ned i 1977 og på stedet ligger nu et boligområde med 102 lejligheder.

## Historie
Et landsted ved navn Lille Lokkerup lå på stedet i begyndelsen af 1700-tallet. I slutningen af 1720'erne ejede Christian Koningh den. En senere ejer, kongelig møntmester Christian Wieneken, omdøbte den til Mariendal efter sin hustru.
Ejendommen blev i 1757 erhvervet af Philip de Lange. Han rev bygningerne ned og opførte Store Mariendal på den københavnske side af grænsen i 1759 efterfulgt af Lille Mariendal på Gentofte-siden af grænsen i 1764. Bygningen blev kaldt "den tolvhjørnede gård", fordi den bestod af en firkantet bygning med udbygninger på alle fire sider.
Lange stillede huset til rådighed for den spanske gesandt i København. Efter Lange døde i 1881 blev landstedet solgt på auktion. Køberen var kongelig rebslager Peter Applebye. De næste ejere var chefsekretær F. Chr. Rosenkrantz, bankdirektør Johan Nicolai Tetens, generalmajor Oxholm og silkekøbmand og lokalpolitiker Johan Christian Lund. I 1872 blev det meste af jorden solgt i partier.  Jurist og kreditforeningsbestyrer Ephraim Magdalus Møller købte i 1888 Store Mariendal.
Store Mariendal blev erhvervet af kaptajn Knud Rasmussen i slutningen af 1890'erne og indrettet til hotel, restaurant og spillested. I 1919 blev det erhvervet af forretningsmanden Carl Glad. Han ejede olieselskabet L.C. Glad og blev to år senere udnævnt til østrigsk generalkonsul.  Hovedbygningen blev ombygget af arkitekt Aage Rafn i 1928.
Glads firma gik konkurs i forbindelse med det store krak i 1929, og huset blev atter solgt.
Den nye ejer af Store Mariendal blev prins Viggo, greve af Rosenborg, søn af prins Valdemar af Danmark og prinsesse Marie Amélie Françoise Hélène d'Orléans, som boede der til sin død i 1970. Bygningen blev dengang brugt som hovedkontor for ingeniørvirksomheden Bigum og Steenfoss.
Store Mariendal blev købt af Lejerbo i 1977 og revet ned. I 1970 stod et boligområde med 121 lejligheder færdigt på stedet. I dag rummer bebyggelsen 102 lejligheder og har adresse til Ehlersvej.